# Muzej vojvode Antona Ulricha
Muzej vojvode Antona Ulricha kot ga poznamo že od leta 1927 (skrajšano HAUM), je bil odprt leta 1754 v Braunschweigu. V svoji več kot 250-letni zgodovini je postal eden največjih in najpomembnejših umetnostnih muzejev v Nemčiji in eden najpomembnejših muzejev antične umetnosti v Zvezni republiki Nemčiji. Ime je dobil po svojem ustanovitelju Antonu Ulrichu, vojvodi Branschweig-Wolfenbüttel (1633-1714). Muzej hrani okoli 4000 umetniških del iz 3000 let umetnosti. 
V letu 2010 je bil dograjen in povečan. Zgodovinska glavna stavba je bila popolnoma obnovljena in ponovno odprta 23. oktobra 2016 po sedemletnem obdobju obnove.

## Zgodovina

### Nastanek
Muzej ima svoj izvor v "Kunst- und Naturalienkabinett" vojvode Karla I. Braunschweig, ki ga je odprl leta 1754 na predlog Daniela de Supervillea. Sprva je bil v Kleinen Mosthofu in kasneje preselil v Großen Mosthof. Bil je eden prvih muzejev v Nemčiji, ki je bil odprt za javnost in je bil odprt zgolj leto dni za Britanskim muzejem v Londonu. Ta "Kabinetz" je vključeval zbirko umetnosti in obrti ter kipe baroka in renesanse ter antične umetnine, ki niso izvirale iz Evrope. Naravoslovna zbirka je kasneje postala temelj Prirodoslovnega muzeja.

### Muzej v 19. stoletju
Muzej je bil v 19. stoletju podvržen številnim, včasih dramatičnim spremembam. Do konca 18. stoletja se je na primer pojavilo slabo stanje stavbe palače Salzdahlum. Potrebno je bilo hitro popravilo. Razmere so se kmalu poslabšale zaradi dejstva, da so mesto Braunschweig leta 1806 zasedle Napoleonove čete, ki so za pariški Louvre ukradle velike dele najbolj dragocenih umetniških del. Zaradi okupacije Napoleonovih enot je bil Braunschweig do nadaljnjega del kraljestva Vestfalija. Kralj Vestfalije in Napoleonov brat Jérôme je leta 1811 porušil palačo Salzdahlum.
Med osvobodilnimi vojnami (1813-1815) pa je Braunschweig spet pridobil svojo staro neodvisnost in opustošene umetniške zaklade. Vendar je bilo zemljišče zdaj osiromašeno in ni bilo dovolj prostora za hrambo umetniških zakladov. Zato je bilo treba najti način, da se umetnostni predmeti ohranijo varni in da je za to pomembno umetniško zbirko primerna in reprezentativna zgradba.
Šele leta 1887 se je odprla nova stavba, ki jo je oblikoval arhitekt Oskar Sommer v sodelovanju s takratnim direktorjem muzeja Hermanom Rieglom. Od takrat je stavba - podobna sosednji Staatstheater Braunschweig v italijanskem renesančnem slogu - ostala nespremenjena. V novih Sommerjevih načrtih je bil odločilen tloris münchenske  Pinakoteke Lea von Klenzeja. Muzejski park meji na stavbo na severu do danes.
Zbirke so se v primerjavi s prejšnjimi desetletji le  malo povečale, nenazadnje zaradi pomanjkanja denarja. Tako so leta 1868 dodali zbirko Reinike, leta 1910 zbirko Vasel in nazadnje 1944, zbirko Vieweg-Tepelmann.

### Muzej po letu 1918
Po razpadu vojvodstva Braunschweig novembra 1918 je bilo sponzoriranje muzeja preneseno na fundacijo. Po koncu druge svetovne vojne je bila odgovornost v celoti prenesena na zvezno deželo Spodnja Saška.
Leta 1927 je muzej, ki se je prej imenoval Državni muzej, dobil sedanje ime. 
Med drugo svetovno vojno je bil muzej le malo poškodovan. Po vojni je krilo stavbe zasedla britanska vojaška vlada. Daljnosežni posegi v gradbeno strukturo so potekali s preusmeritvijo v upravno stavbo.

### 21. stoletje
Na začetku novega tisočletja je postalo jasno, da je celovita prenova stavbe muzeja neizogibna. Od leta 2008 do leta 2010 so v muzejskem parku za glavno stavbo zgradili podaljšano stavbo s tremi etažami in površino 4000 m².  V njem je knjižnica in arhiv, kabinet za bakrorez, delavnice, kavarna in uprava.
Glavna stavba je bila v veliki meri obnovljena v prvotno stanje od leta 2013 . Bila je popolnoma prenovljena in opremljena s sodobno razstavno tehnologijo. Od odprtja 23. oktobra 2016 se uporablja izključno za zbirke in razstave. Od takrat je ponudila večji razstavni prostor, tako da je mogoče prikazati več umetniških del kot prej.
Srednjeveška zbirka je prikazana v gradu Dankwarderode . Med gradbenimi deli do leta 2016 so bile mojstrovine vseh zbirk predstavljene v posebni razstavi Epohalno - mojstrovine muzeja vojvode Antona Ulricha od antike do danes.

## Zbirke
Umetniške zbirke so se iz Große Mosthaus leta 1765 preselile v Paulinerkloster na Bohlwegu v središču mesta Braunschweig (ki je bil porušen leta 1902), kjer so še naprej rastle, npr. z dodajanjem kosov iz "Grauen Hof" (palača Braunschweig, zdaj tudi ne obstaja več), palače Bevern v Bevernu in palače Salzdahlum. Razstavni predmeti v tistem času so bili predvsem bronasti kipi, predmeti iz Beverna, pohištvo, rezbarije iz slonovine, majolike (največja zbirka italijanske majolike severno od Alp), emajla (več kot 200 predmetov) in vzhodne Azije.

### Slikarska zbirka
Zbirka se je z leti razširila predvsem z nakupom nizozemskih krajinskih slik in tihožitij.
Zbirka slik med drugimi, vključuje pomembna dela slikarjev:
- François Boucher
- Lucas Cranach starejši
- Lucas Cranach mlajši
- Albrecht Dürer
- Anthonis van Dyck
- Giorgione
- Jakob Philipp Hackert
- Gerrit van Honthorst
- Jan Kupecký
- Rembrandt
- Hyacinthe Rigaud
- Peter Paul Rubens
- Palma il Vecchio
- Jan Vermeer
- Jean-Antoine Watteau

### Kipi in umetna obrt
Ta zbirka je sestavljena skoraj izključno iz zbirk, ki so jih nakopičili vojvode Braunschweiga, zlasti vojvoda Anton Ulrich in njegov sin Augusta Viljem. Obstajajo na primer:
- vojvode Julius škatla z delno pozlato (1580 do 1585)
- Pisalna miza Hendrika van Soesta (Antwerpen okoli 1700)
- Zrcalna ura Casparja Langenbucherja (Augsburg 1649)
- Ura Christofa Rohra (Leipzig / Braunschweig okrog 1600

### Grafična zbirka
Kupferstichkabinett je bil ustanovljen kot del vojvodskega kabineta umetnosti in naravoslovja, ki ga je leta 1754 odprl vojvoda Karel I., Braunschweig-Lüneburg. To so bili deli starejših vojvodskih grafičnih zbirk. Vojvoda Anton Ulrich je v palači Salzdahlum že zbiral bakrene gravure, vključno z deli Albrechta Dürerja. Že na začetku je bil poudarek na sodobni grafiki. Poleg tega je vojvoda Karel kupil sodobne bakrene plošče iz Nemčije, Anglije in Francije. 1764/65 pridobil angleškega moralista in satirika Williama Hogartha. Širitev zbirke se je nadaljevala leta 1765 iz Kunst- und Naturalienkabinett v Zeughaus. Leta 1766 je muzej pridobil dve deli Rembrandta van Rijna iz knjižnice Wolfenbüttel. Med njimi so bile tudi bakrene gravure Antona van Dycka, Rafaela in Petra Paula Rubensa. Nadaljnja širitev Kupferstichkabinett je potekala do leta 1779. V tem obdobju so bile izvedene številne nove pridobitve. Vključevale so večinoma sodobno grafiko, kasneje pa tudi risbe starih mojstrov. Gonilna sila te širitve je bil sam vojvoda, leta 1795 pa je zbirka obsegala skupaj 1260 zvezkov s skupno 90.000 listov. Vendar pa je bilo v drugi polovici 19. stoletja 54.000 razpoložljivih listov odvzetih in nameščenih na kartone. Ročnih risb naj bi bilo do leta 1780 približno 95 zvezkov. Od tega je 20 zvezkov uničenih ali so izginili. Obstoječe količine imajo tudi manjkajoče liste. Skupno je v inventarju, ki je vseboval do 18.000 enot, 9585 risb, od tega 6752 listov nalepljenih. Ti so bili shranjeni na posebnih policah.
Znatno povečanje odtisov iz 15. do 19. stoletja je Kupferstichkabinett pridobil leta 1910 iz zapuščine pomembnega grafičnega zbiratelja Augusta Vasela. Leta 1928 je kabinet pridobil grafično zbirko Herzog August Bibliothek iz Wolfenbüttela. To je bilo okrog 10.000 grafičnih listov. Danes je zaloga odtisov približno 145.000 listov. Zbirko ročnih risb si lahko ogleda na skoraj 10.000 delih. Poleg tega je v Kupferstichkabinettju shranjenih več kot 1000 ilustriranih knjig. To so predvsem veličastna dela renesanse in baroka.
Zbirka grafik se osredotoča na grafiko Evrope od poznega srednjega veka do današnjega dne. Najbolj zastopane so nizozemske in nemške šole, sledi grafika Italije. Iz 20. stoletja so nekatere grafike iz Severne Amerike. Grafična zbirka še naprej ohranja manjši popis vzhodnoazijskih del.  
Umetniška dela na papirju so zelo občutljiva, zato se grafična dela na razstavi "Epohal" v Viteški dvorani gradu Dankwarderode menjajo vsake tri mesece.
Virtualni Kupferstichkabinett je projekt sodelovanja muzeja v Braunschweigu in Herzog August Bibliothek iz Wolfenbüttela. Projekt je financirala Nemška raziskovalna fundacija (DFG). Cilj je, da se na spletu prikaže pregled virtualne predstavitve grafične zbirke. Od septembra 2007 se lahko baza podatkov uporablja tudi na spletu. Do konca oktobra 2011 je bilo digitaliziranih več kot 45.000 grafičnih listov, ki so zdaj dostopni na spletu. Virtualni Kupferstich Kabinett tesno sodeluje z Bildarchiv Foto Marburg. Baza virtualnih bakrenih gravur trenutno vsebuje več kot 46.000 opisov in ilustracij grafike od 15. do 19. stoletja. Te pa se nenehno dopolnjujejo. Širok vpogled se lahko dobi na spletni strani "Heritage Lower Saxony". Portal omogoča multimedijski dostop do izbranih in že digitalno zabeleženih kulturnih dobrin v državi. Ta portal je v izgradnji in se nenehno širi.

## Galerija
- Diptih mojstra iz Braunschweiga, okoli 1490
- Avtoportret, Giorgione, okoli 1500
- Ugrabitev Perzefone na enorogu, Albrecht Dürer, 1516
- Portret Cyriacus Kale, Hans Holbein mlajši, 1533
- Herkules in Omfala, Lucas Cranach starejši, 1537
- Počitek na sokolarjenju, Philips Wouwerman, 17. st.
- Portret družine, Rembrandt, 1668/69
- Portret Gottfrieda Wilhelma Leibniza, Christoph Bernhard Francke, c. 1695
- Portret mlade ženske, Jan Kupecký, c. 1710

## Film
Muzejski pregled z Markusom Brockom: Herzog Anton Ulrich-Museum, Braunschweig. Sinopsis in video - 3sat. Prva oddaja: 12. marec 2017.